# Loi de Meyer-Overton
La loi de Meyer-Overton, nommée d'après les travaux de ces deux scientifiques (Charles Ernest Overton et Hans Horst Meyer) du début du XXe siècle, dispose que l'efficacité anesthésiante d'une molécule est directement proportionnelle à son coefficient de solubilité dans l'huile d'olive.

## Implications
L'efficacité anesthésiante est une simple fonction de l'hydrophobie de la molécule. Deux molécules ayant la même hydrophobie, mesurée par la même méthode, dans le cas présent le coefficient de partition eau:huile d'olive, auront la même efficacité anesthésiante. Le site d'action des anesthésiques généraux est donc une entité hydrophobe non structurée : la bicouche lipidique. Les agents anesthésiants, en se liant à la bicouche lipidique cellulaire, modifient, selon cette théorie, certaines propriétés de celle-ci, telles que sa fluidité, et, par un mécanisme secondaire non abordé par cette loi, modifient les phénomènes de conductions ioniques dont l'aboutissement est l'état d'anesthésie.
Il n'est donc pas besoin de faire appel à des récepteurs protéiques aux anesthésiques généraux.

## Insuffisances de la théorie
Plusieurs éléments expérimentaux suggèrent que cette loi n'est pas complète. Les éléments de recherche les plus récents identifient des cibles protéiques aux agents anesthésiques.

### effet de cut-off
Les alcools sont des composés dont l'hydrophobie peut être aisément augmentée par l'ajout d'atomes de carbone. Il est observé que l'efficacité anesthésique de la série d'alcools augmente avec le nombre d'atomes de carbone, en accord avec la loi. Toutefois, lorsque le nombre d'atomes de carbone passe de 11 à 12, l'efficacité anesthésiante diminue brutalement, en contradiction avec la théorie.

### effet énantiomère
Deux molécules énantiomères possèdent les mêmes propriétés chimiques et physiques. Leur hydrophobie est donc la même, mais leurs structures tridimensionnelles sont différentes. La loi de Meyer-Overton prédit que deux composés devront avoir la même efficacité anesthésiante. L'expérience montre qu'il existe des composés dont l'énantiomère a un effet anesthésiant différent. Par exemple, la forme S(+) du pentobarbital est de deux à quatre fois plus efficace que la forme R(-).

## Théorie moderne
Ces différentes constatations ont poussé les scientifiques à chercher des cibles protéiques. Les récepteurs GABAA majoritairement responsables des phénomènes d'inhibition de l'activité électrique du cerveau furent naturellement les premières protéines à être testées. Ces récepteurs montrent une modulation de leur activité par des concentrations d'anesthésiques généraux compatibles avec celles utilisées in vivo. Il existe d'autres cibles que les canaux GABAA puisque certains anesthésiques généraux n'ont aucun effet sur ces récepteurs, alors qu'ils induisent l'anesthésie.
Comment expliquer la corrélation entre hydrophobie et pouvoir anesthésiant au regard des dernières découvertes ? Il semble que le site de liaison des anesthésiques généraux soit formé de zones hydrophobes au sein des protéines. Cette hypothèse explique l'effet de cut-off des alcools décrit plus haut, ainsi que l'effet énantiomérique.
De récentes données en cristallographie montrent que la liaison d'anesthésiques volatils (xénon) se fait bien au niveau des zones hydrophobes des protéines. D'autres expériences sont nécessaires pour confirmer ces premiers éléments. Notons que les zones hydrophobes au sein des protéines ont jusqu'à présent été considérées comme ayant un rôle purement structurel, sans fonction de liaison.